# Храм Святої Мучениці Олександри (Херсон)
Храм Святої Мучениці Цариці Олександри — храм Православної церкви України у місті Херсоні.

## Історія
31 травня 1898 року єпископ Новомиргородський пр. Мемнон (Вишневський) освятив закладення гімназичної церкви в ім'я Св. Мучениці цариці Олександри. Храм збудовано за проектом губернського інженера Казимира Квінто в еклектичному стилі. Храм отримав народну назву Гімназична церква Св. Олександри. Вона споруджувалась на приватні пожертви.
1902 року будівництво було звершено і 25 серпня відбулося освячення храму. 
У 1921 році в храмі вже колишньої 2-ї жіночої гімназії була заснована парафія Української автокефальної православної церкви. Втім, наприкінці 20-х років ХХ ст. відомості про церкву зникають. 
Приміщення було передано Херсонському педагогічному інституту. Останніми роками за СРСР тут були майстерні загальнотехнічного факультету.
Нарешті 20 квітня 1992 року, вже за незалежної України відбулась урочиста церемонія передачі приміщення громаді Української автокефальної православної церкви.
Від 1997 року громада зареєстрована як парафія Української православної церкви Київського патріархату.
На кінці 2000-х рр. настоятелем храму святої Олександри був отець Андрій Калита. Служби в храмі правляться українською мовою. Громада храму виділяється поміж інших парафій міста згуртованим життям парафіян, дбайливою опікою настоятеля над прихожанами.